# Draft de la NBA

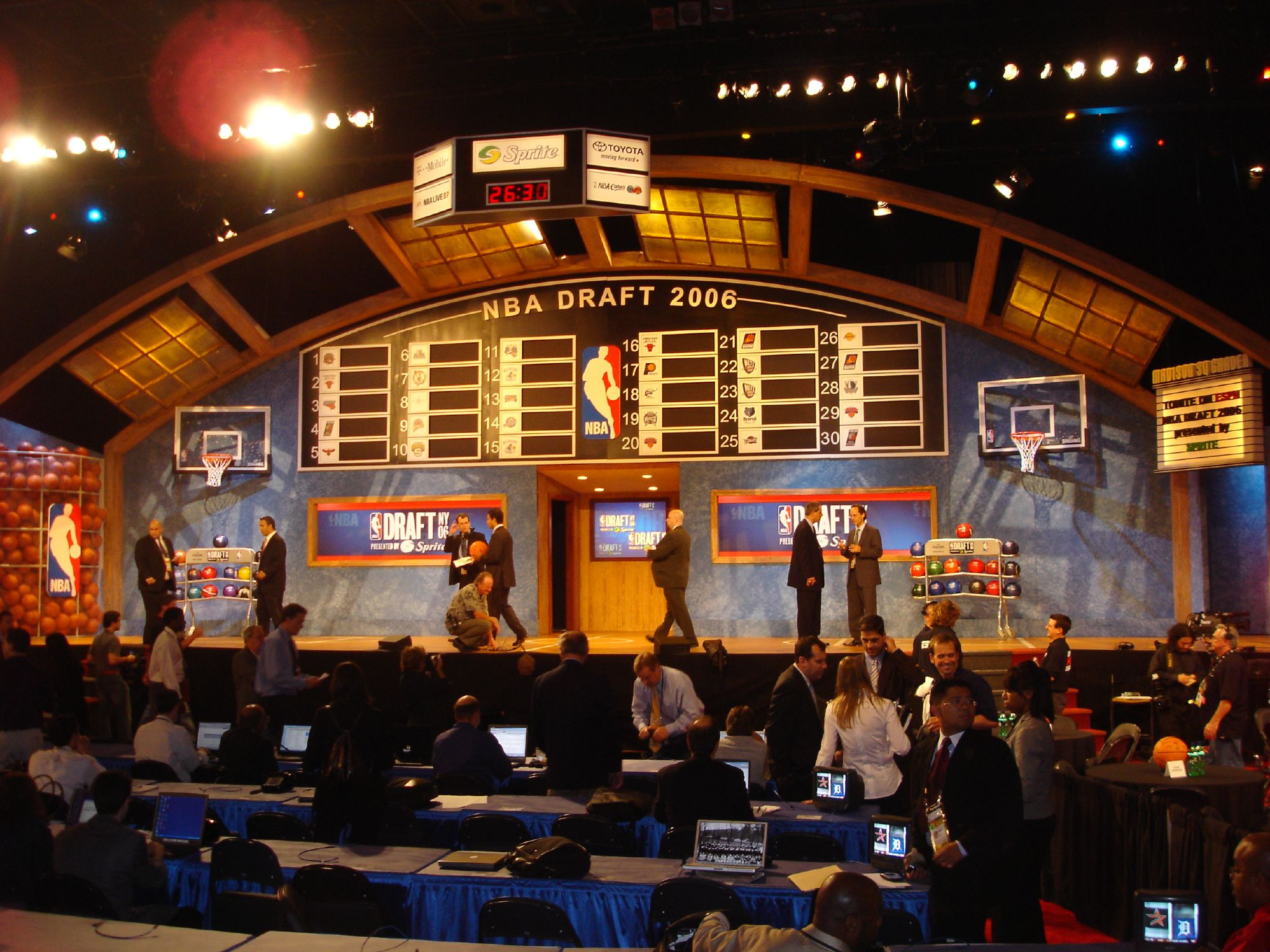
Draft de la NBA en 2006

El draft de la NBA es un procedimiento de selección de jugadores de baloncesto para entrar en la NBA, que se celebra a finales del mes de junio de cada año, por el cual las franquicias que forman parte de esta liga de baloncesto estadounidense incorporan a sus equipos jugadores menores de 23 años, procedentes de las universidades norteamericanas o de las ligas de otros países. 
Se remonta a 1947, y consiste en que los equipos de la Asociación Nacional de Baloncesto (NBA) pueden seleccionar a los jugadores que son elegibles y desean unirse a la liga a partir de la siguiente temporada. Por lo general, estos son jugadores de baloncesto universitarios, pero los jugadores internacionales también son elegibles para ser reclutados. Jugadores universitarios que han terminado su elegibilidad universitaria de cuatro años son automáticamente elegibles para la selección, mientras que los estudiantes de primer año tienen que declarar su elegibilidad y renunciar a su elegibilidad universitaria restante. Los jugadores internacionales que tienen al menos 22 años son automáticamente elegibles para ser seleccionados, mientras que los jugadores menores de 22 deben declarar su elegibilidad. Los jugadores que no son automáticamente elegibles pero que han declarado su elegibilidad a menudo se denominan "participantes anticipados" o "candidatos de inscripción anticipada".
El draft generalmente se lleva a cabo a fines de junio, durante la temporada baja de la NBA. Desde 1989, el draft ha consistido en dos rondas; esto es mucho más corto que los borradores de entrada de las otras grandes ligas deportivas profesionales en los Estados Unidos y Canadá , todas las cuales tienen al menos siete rondas. En cada draft se seleccionan sesenta jugadores. Ningún jugador puede firmar con la NBA hasta que haya sido elegible para al menos un draft.
En el pasado, los jugadores de la escuela secundaria también eran elegibles para ser seleccionados. Sin embargo, a partir del draft de 2006, los jugadores de la escuela secundaria no eran elegibles para ingresar al draft directamente después de graduarse de la escuela secundaria. Las reglas ahora establecen que los jugadores de la escuela secundaria obtendrán elegibilidad para la selección del draft un año después de su graduación de la escuela secundaria, y también deben tener al menos 19 años al final del año calendario del draft. Algunos jugadores han optado por utilizar ese año para jugar profesionalmente en el extranjero, por ejemplo, como Brandon Jennings (Italia), Emmanuel Mudiay (China) y Terrance Ferguson (Australia). Thon Maker fue elegible para el draft de 2016 a pesar de no ir a la universidad porque eligió emprender un año de posgrado, por lo que técnicamente estuvo un año alejado de la graduación.

## Estructura
El draft consta en la actualidad de dos rondas. Cada uno de los treinta equipos de la liga dispone, en principio, de una oportunidad de elección en cada una de ellas. Un equipo puede traspasar futuras rondas del draft durante la competición (hasta que finaliza el periodo de traspasos) y la postemporada.
El orden de elección se establece de acuerdo con el siguiente procedimiento:
- En las posiciones 15-30, se sitúan los 16 equipos clasificados para los play-offs, en orden inverso a su porcentaje de victorias en la liga regular recién concluida (cuantas más victorias obtiene un equipo, más baja es la posición que ocupa).

- En las catorce primeras posiciones se distribuyen los equipos no clasificados para play-off. La posición que ocupan se establece mediante un sorteo (la "lotería"), en el cual tienen más posibilidades de ocupar las primeras plazas los equipos que han acumulado más derrotas.

## Lotería
La "lotería del draft" es el sorteo por el cual se determinan las tres primeras elecciones del draft. El draft se realiza introduciendo 14 bolas en un bombo, y extrayendo cuatro para cada una de las tres elecciones. Todas las combinaciones posibles de números (1001) se han repartido a los 14 equipos que hayan quedado fuera de playoffs, según su posición final en la clasificación. Así, el equipo peor clasificado la temporada anterior tiene un 25% de posibilidades de obtener el número 1, mientras que el equipo n.º 14 solo tiene un 0,5%.
La ceremonia de extracción de las bolas se realiza en privado, aunque asisten representantes de los 14 equipos involucrados además de auditores independientes y miembros de la prensa.

## Jugadores elegibles
Todos los jugadores seleccionables han de tener 19 años de edad en el año natural en el que se celebra el draft, y si no son "internacionales" debe haber transcurrido al menos un año desde que se graduara su curso de instituto. Para el draft, se consideran jugadores "internacionales" quienes hayan residido fuera de EE. UU. durante los tres años anteriores a dicho draft, quienes no se hayan matriculado en ninguna universidad estadounidense y quienes no se hayan graduado en ningún instituto estadounidense.
Los jugadores que cumplan estas condiciones pueden formar parte del draft bien declarándose "elegibles" o bien de manera automática, sin necesidad de declararse, si cumplen ciertas condiciones. Esas condiciones son haber cumplido los 4 años de formación universitaria, que hayan pasado cuatro años desde la graduación de su curso de instituto o que el jugador haya jugado al baloncesto con un contrato profesional en cualquier otra competición del mundo.
Los jugadores considerados "internacionales" entran automáticamente en el draft si han cumplido 22 años o si han jugado al baloncesto con un contrato profesional en cualquier otra competición de EE. UU. ajena a la NBA.

## Historia
Con el fin de garantizar una liga competitiva, evitando grandes desequilibrios entre los equipos participantes, en 1950 se introdujo en la NBA el sistema de draft (elección). Cada año, entre temporadas, los equipos, en orden de peor a mejor clasificación, elegirían a los jugadores interesados en entrar en la NBA. Hasta 1966 existió también la elección territorial, mediante la cual los equipos podían seleccionar a jugadores de las universidades más cercanas a sus estadios.
En 1978, un jugador no estadounidense fue elegido por primera vez en la primera ronda del draft: el bahameño Mychal Thompson. Al año siguiente, fue elegido por primera vez como primera elección un jugador que no había completado el ciclo universitario completo de cuatro años: Magic Johnson, que jugó para Los Angeles Lakers.
Hasta 1984, la primera elección se la jugaban en un sorteo a cara o cruz el equipo peor clasificado de la conferencia oeste y el de la conferencia este. En 1984, con el fin de evitar la práctica del tanking (configurar una plantilla poco competitiva para lograr malos resultados y tener mejores opciones en el draft), el comisionado David Stern implantó un sistema de sorteo que se inauguró en 1985. Los nombres de los siete equipos no clasificados para los playoffs fueron introducidos en sobres en una urna, y las primeras rondas de draft se asignarían a los sobres que iban siendo extraídos. Los New York Knicks ganaron el primer sorteo y se hicieron con Patrick Ewing.
En 1990 se cambió el sistema de la urna por una lotería con bolas, en la cual se dan opciones decrecientes de conseguir la primera elección a los equipos no clasificados para los playoffs según sus resultados en la temporada anterior, descrita en la sección "Lotería".
En 1995 se presentó al draft, por primera vez en más de veinte años, un estudiante de instituto. Kevin Garnett fue elegido en la quinta posición por los Minnesota Timberwolves. Su éxito en la liga profesional animó a dar el salto directamente desde el instituto a la NBA a jugadores como Kobe Bryant, Tracy McGrady, LeBron James o Dwight Howard. En 2005 la NBA terminó con esta práctica, exigiendo una edad mínima de 19 años para entrar en el draft.
En 2002 fue elegido por primera vez en la primera elección del draft un jugador sin experiencia en el baloncesto amateur estadounidense. Fue el chino Yao Ming, elegido por los Houston Rockets.

## Primera elección de losdrafts
| Draft | Equipo NBA              | Jugador                | Nacionalidad                         | Universidad/High School/Club             |
| BAA   | BAA                     | BAA                    | BAA                                  | BAA                                      |
| ----- | ----------------------- | ---------------------- | ------------------------------------ | ---------------------------------------- |
| 1947  | Pittsburgh Ironmen      | Clifton McNeely        | Estados Unidos                       | Texas Western                            |
| 1948  | Providence Steamrollers | Andy Tonkovich         | Estados Unidos                       | Marshall                                 |
| 1949  | Providence Steamrollers | Howie Shannon          | Estados Unidos                       | Kansas State                             |
| NBA   |                         |                        |                                      |                                          |
| 1950  | Boston Celtics          | Charlie Share          | Estados Unidos                       | Bowling Green                            |
| 1951  | Baltimore Bullets       | Gene Melchiorre        | Estados Unidos                       | Bradley                                  |
| 1952  | Milwaukee Hawks         | Mark Workman           | Estados Unidos                       | West Virginia                            |
| 1953  | Baltimore Bullets       | Ray Felix              | Estados Unidos                       | Long Island                              |
| 1954  | Baltimore Bullets       | Frank Selvy            | Estados Unidos                       | Furman                                   |
| 1955  | Milwaukee Hawks         | Dick Ricketts          | Estados Unidos                       | Duquesne                                 |
| 1956  | Rochester Royals        | Sihugo Green           | Estados Unidos                       | Duquesne                                 |
| 1957  | Cincinnati Royals       | Rod Hundley            | Estados Unidos                       | West Virginia                            |
| 1958  | Minneapolis Lakers      | Elgin Baylor           | Estados Unidos                       | Seattle                                  |
| 1959  | Cincinnati Royals       | Bob Boozer             | Estados Unidos                       | Kansas State                             |
| 1960  | Cincinnati Royals       | Oscar Robertson        | Estados Unidos                       | Cincinnati                               |
| 1961  | Chicago Packers         | Walt Bellamy           | Estados Unidos                       | Indiana                                  |
| 1962  | Chicago Zephyrs         | Bill McGill            | Estados Unidos                       | Utah                                     |
| 1963  | New York Knicks         | Art Heyman             | Estados Unidos                       | Duke                                     |
| 1964  | New York Knicks         | Jim Barnes             | Estados Unidos                       | Texas Western                            |
| 1965  | San Francisco Warriors  | Fred Hetzel            | Estados Unidos                       | Davidson                                 |
| 1966  | New York Knicks         | Cazzie Russell         | Estados Unidos                       | Michigan                                 |
| 1967  | Detroit Pistons         | Jimmy Walker           | Estados Unidos                       | Providence                               |
| 1968  | San Diego Rockets       | Elvin Hayes            | Estados Unidos                       | Houston                                  |
| 1969  | Milwaukee Bucks         | Lew Alcindor           | Estados Unidos                       | UCLA                                     |
| 1970  | Detroit Pistons         | Bob Lanier             | Estados Unidos                       | St. Bonaventure                          |
| 1971  | Cleveland Cavaliers     | Austin Carr            | Estados Unidos                       | Notre Dame                               |
| 1972  | Portland Trail Blazers  | LaRue Martin           | Estados Unidos                       | Loyola (Chicago)                         |
| 1973  | Philadelphia 76ers      | Doug Collins           | Estados Unidos                       | Illinois State                           |
| 1974  | Portland Trail Blazers  | Bill Walton            | Estados Unidos                       | UCLA                                     |
| 1975  | Atlanta Hawks           | David Thompson         | Estados Unidos                       | NC State                                 |
| 1976  | Houston Rockets         | John Lucas             | Estados Unidos                       | Maryland                                 |
| 1977  | Milwaukee Bucks         | Kent Benson            | Estados Unidos                       | Indiana                                  |
| 1978  | Portland Trail Blazers  | Mychal Thompson        | Bahamas                              | Minnesota                                |
| 1979  | Los Angeles Lakers      | Earvin "Magic" Johnson | Estados Unidos                       | Michigan State                           |
| 1980  | Golden State Warriors   | Joe Barry Carroll      | Estados Unidos                       | Purdue                                   |
| 1981  | Dallas Mavericks        | Mark Aguirre           | Estados Unidos                       | DePaul                                   |
| 1982  | Los Angeles Lakers      | James Worthy           | Estados Unidos                       | North Carolina                           |
| 1983  | Houston Rockets         | Ralph Sampson          | Estados Unidos                       | Virginia                                 |
| 1984  | Houston Rockets         | Hakeem Olajuwon        | Nigeria                              | Houston                                  |
| 1985  | New York Knicks         | Patrick Ewing          | Estados Unidos                       | Georgetown                               |
| 1986  | Cleveland Cavaliers     | Brad Daugherty         | Estados Unidos                       | North Carolina                           |
| 1987  | San Antonio Spurs       | David Robinson         | Estados Unidos                       | Navy                                     |
| 1988  | Los Angeles Clippers    | Danny Manning          | Estados Unidos                       | Kansas                                   |
| 1989  | Sacramento Kings        | Pervis Ellison         | Estados Unidos                       | Louisville                               |
| 1990  | New Jersey Nets         | Derrick Coleman        | Estados Unidos                       | Syracuse                                 |
| 1991  | Charlotte Hornets       | Larry Johnson          | Estados Unidos                       | UNLV                                     |
| 1992  | Orlando Magic           | Shaquille O'Neal       | Estados Unidos                       | LSU                                      |
| 1993  | Orlando Magic           | Chris Webber           | Estados Unidos                       | Michigan                                 |
| 1994  | Milwaukee Bucks         | Glenn Robinson         | Estados Unidos                       | Purdue                                   |
| 1995  | Golden State Warriors   | Joe Smith              | Estados Unidos                       | Maryland                                 |
| 1996  | Philadelphia 76ers      | Allen Iverson          | Estados Unidos                       | Georgetown                               |
| 1997  | San Antonio Spurs       | Tim Duncan             | Islas Vírgenes de los Estados Unidos | Wake Forest                              |
| 1998  | Los Angeles Clippers    | Michael Olowokandi     | Nigeria                              | Pacific                                  |
| 1999  | Chicago Bulls           | Elton Brand            | Estados Unidos                       | Duke                                     |
| 2000  | New Jersey Nets         | Kenyon Martin          | Estados Unidos                       | Cincinnati                               |
| 2001  | Washington Wizards      | Kwame Brown            | Estados Unidos                       | Glynn Academy HS (Brunswick, GE)         |
| 2002  | Houston Rockets         | Yao Ming               | China                                | Shanghai Sharks (China)                  |
| 2003  | Cleveland Cavaliers     | LeBron James           | Estados Unidos                       | St. Vincent-St. Mary HS (Akron, OH)      |
| 2004  | Orlando Magic           | Dwight Howard          | Estados Unidos                       | Southwest Atlanta Christian Academy (GE) |
| 2005  | Milwaukee Bucks         | Andrew Bogut           | Australia                            | Utah                                     |
| 2006  | Toronto Raptors         | Andrea Bargnani        | Italia                               | Benetton Treviso (Italia)                |
| 2007  | Portland Trail Blazers  | Greg Oden              | Estados Unidos                       | Ohio State                               |
| 2008  | Chicago Bulls           | Derrick Rose           | Estados Unidos                       | Memphis                                  |
| 2009  | Los Angeles Clippers    | Blake Griffin          | Estados Unidos                       | Oklahoma                                 |
| 2010  | Washington Wizards      | John Wall              | Estados Unidos                       | Kentucky                                 |
| 2011  | Cleveland Cavaliers     | Kyrie Irving           | Estados Unidos                       | Duke                                     |
| 2012  | New Orleans Hornets     | Anthony Davis          | Estados Unidos                       | Kentucky                                 |
| 2013  | Cleveland Cavaliers     | Anthony Bennett        | Canadá                               | UNLV                                     |
| 2014  | Cleveland Cavaliers     | Andrew Wiggins         | Canadá                               | Kansas                                   |
| 2015  | Minnesota Timberwolves  | Karl-Anthony Towns     | República Dominicana                 | Kentucky                                 |
| 2016  | Philadelphia 76ers      | Ben Simmons            | Australia                            | LSU                                      |
| 2017  | Philadelphia 76ers      | Markelle Fultz         | Estados Unidos                       | Washington                               |
| 2018  | Phoenix Suns            | Deandre Ayton          | Bahamas                              | Arizona                                  |
| 2019  | New Orleans Pelicans    | Zion Williamson        | Estados Unidos                       | Duke                                     |
| 2020  | Minnesota Timberwolves  | Anthony Edwards        | Estados Unidos                       | Georgia                                  |
| 2021  | Detroit Pistons         | Cade Cunningham        | Estados Unidos                       | Oklahoma State                           |
| 2022  | Orlando Magic           | Paolo Banchero         | Estados Unidos / Italia              | Duke                                     |
| 2023  | San Antonio Spurs       | Victor Wembanyama      | Francia                              | Metropolitans 92 (Francia)               |
| 2024  | Atlanta Hawks           | Zaccharie Risacher     | Francia                              | ASVEL Lyon-Villeurbanne (Francia)        |
| 2025  | Dallas Mavericks        | Cooper Flagg           | Estados Unidos                       | Duke                                     |

Notas:
- Hasta 1966 existieron las elecciones territoriales, por las cuales una franquicia tenía acceso preferente a los jugadores procedentes de universidades cercanas. Formalmente, esas elecciones se producían antes de la primera ronda.

1. ↑  Olajuwon se nacionalizó estadounidense en 1993.
2. ↑  Ewing nació en Jamaica, pero se nacionalizó cuando jugaba en Georgetown.
3. ↑  Robinson no jugó en la NBA hasta 1989 debido a sus compromisos con la Armada de los Estados Unidos.
4. ↑  Duncan es ciudadano estadounidense, como lo son todos los nativos de las Islas Vírgenes de los Estados Unidos.
5. ↑  Irving nació en Australia, de padre estadounidense, trasladándose a vivir a Estados Unidos cuando tenía 2 años. Tiene doble nacionalidad.
6. ↑  Towns nació y creció en Estados Unidos de padre estadounidense y madre dominicana. Representa a la República Dominicana en las competiciones internacionales.
7. ↑  Simmons también tiene la nacionalidad estadounidense de parte de su padre. Representa a Australia en las competiciones internacionales.
8. ↑  Banchero nació en Estados Unidos, pero en febrero de 2020 recibió la ciudadanía italiana gracias a su ascendencia paterna.